# حزامية يابانية
حزامية يابانية (الاسم العلمي: Zostera japonica) هي نوع من النباتات يتبع جنس الحزامية من الفصيلة الحزامية. موطنه الأصلي شرق وجنوب شرق آسيا. يعد من نباتات المروج المهمة.

## الوصف النباتي
النبات معمر ينتشر في اسيا فياليابان وفي شرق روسيا وفيتنام وكوريا الشمالية

## ميزات

### التوزيع
ينتشر هذا النبات في المناطق الساحلية المعتدلة أساسا، ولكن أيضا يتواجد في بعض المناطق شبه الاستوائية. يتوزع على المنطقة بأكملها في جميع أنحاء هونشو، شيكوكو، كيوشو، جزر نانسي (تانيغاشيما، أمامي أوشيما، جزيرة أوكيناوا، جزيرة مياكو، أيشيجاكي، Iriomote) في من هوكايدو في اليابان، ساخالين، شبه جزيرة كامتشاتكا، جنوب الصين وفيتنام.
وهو من الأعشاب البحرية التي يتم توزيعها على الصعيد الوطني في اليابان، في حين تم التعرف على مجتمعات صغيرة جدا 10 عدد ~ كا شو في جزيرة أوكيناوا، فقط كل مكان واحد في Ishigaki تانيغاشيما، أمامي أوشيما، وجزيرة مياكو في جزر Nansei لم يتم تأكيد اهتمام الجغرافيا مصنع في. وتجدر الإشارة إلى أنه، ليس توزيع معروفة من جزيرة Iriomote.